# David P. Robbins Prize (AMS)
Der David P. Robbins Prize ist ein Mathematikpreis der American Mathematical Society.
Der Preis wird für herausragende Arbeiten in Algebra, Kombinatorik oder Diskreter Mathematik verliehen mit einer experimentellen Komponente. Das Thema sollte nicht zu speziell sein (broadly accessible) und die Arbeit sollte sich durch klare Darstellung und einfache Erläuterung des Problems auszeichnen.
Der Preis ist mit 5000 Dollar dotiert und wird alle drei Jahre verliehen.
Er ist nach David P. Robbins benannt, einem Mathematiker am Institute for Defense Analyses, dessen Arbeiten überwiegend als geheim eingestuft sind und der 2003 starb. Ein gleichnamiger Preis wird von der  Mathematical Association of America vergeben, siehe hierzu David P. Robbins Prize (MAA).

## Preisträger (AMS-Preis)
- 2007: Samuel P. Ferguson, Thomas C. Hales, A proof of the Kepler conjecture, Annals of Mathematics, Band 162, 2005, S. 1065–1185.
- 2010: Ileana Streinu Pseudo-triangulations, rigidity and motion planning, Discrete & Computational Geometry, Band 34(4), 2005, S. 587–635.
- 2013: Alexander Razborov On the minimal density of triangles in graphs, Combinatorics, Probability and Computing, Band 17(4), 2008, S. 603–618.
- 2016: Manuel Kauers, Christoph Koutschan, Doron Zeilberger, Proof of George Andrews's and David Robbins's q-TSPP conjecture[1], Proceedings of the National Academy of Sciences (PNAS), Band 108(6), 2011, S. 2196–2199.
- 2019: Roger Behrend, Ilse Fischer, Matjaž Konvalinka, Diagonally and antidiagonally symmetric alternating sign matrices of odd order, Advances in Mathematics, Band 315, 2017, S. 324–365.
- 2022: Alin Bostan, Irina Kurkova, Kilian Rasche, A human proof of Gessel's lattice path conjecture, Transactions of the American Mathematical Society, Band 369, 2017, S. 1365–1393.
- 2025: Sophie Morier-Genoud, Valentin Ovsienko, q-deformed rationals and q-continued fractions, Forum of Mathematics, Sigma. Band 8, 2020, S. e13. doi:10.1017/fms.2020.9[2]